# 柯瑾
柯瑾（1715年—1786年），譜名增修，字淳倩，号禺峰，湖北大冶陈贵镇石堰柯庄人，清朝政治人物。

## 生平
早年入武昌府廪生，乾隆十九年（1754年）甲戌科進士，選庶吉士，散館授翰林院编修，歷升侍讲、广东道监察御史。卒年七十一岁。

## 轶事
紀昀為柯瑾同年，在《閱微草堂筆記》記載其官御史時借宿友人家，遇到女鬼之奇事。